# Huashan (sockenhuvudort i Kina, Heilongjiang Sheng, lat 46,23, long 127,37)
Huashan (kinesiska: 华山, 华山乡) är en sockenhuvudort i Kina. Den ligger i provinsen Heilongjiang, i den nordöstra delen av landet, omkring 78 kilometer nordost om provinshuvudstaden Harbin. Antalet invånare är 23 223. Befolkningen består av 11 366 kvinnor och 11 857 män. Barn under 15 år utgör 14,0 %, vuxna 15-64 år 79 %, och äldre över 65 år 5,0 %.
Runt Huashan är det ganska tätbefolkat, med 185 invånare per kvadratkilometer. Närmaste större samhälle är Bayan, 17,0 km söder om Huashan. Trakten runt Huashan består till största delen av jordbruksmark.
Genomsnittlig årsnederbörd är 854 millimeter. Den regnigaste månaden är juli, med i genomsnitt 192 mm nederbörd, och den torraste är januari, med 8 mm nederbörd.